# Stephen McAllister
Stephen McAllister (Paisley, 16 februari 1962) is een Schots golfprofessional. Hij won in 1990 het KLM Dutch Open. 

## Amateur
In 1983 zat Stephen McAllister in het nationale team.

#### Gewonnen
- 1983: Lytham Trophy

## Professional
McAllister werd in 1983 professional. Hij speelde van 1987-1996 op de Europese PGA Tour (ET) in 1987. In 1990 behaalde hij zijn enige twee overwinningen, het Atlantic Open op de Estela Golf Club in Portugal en het KLM Dutch Open op de Kennemer. Hij werd dat jaar 19de op de Order of Merit.
In 2000 stopte hij met spelen, hij richtte een Golf Academy op en werd golfcoach. Net voordat hij in 2012 vijftig jaar werd, kwalificeerde hij zich via de Tourschool voor de Europese Senior Tour, maar nadat hij tien jaar nauwelijks had gespeeld, werd dat geen groot succes. Hij verdiende in de eerste drie seizoenen (dertig toernooien) ruim € 50.000. Hij staat nog net in de top-100 van de Order of Merit van de Senior Tour.

#### Gewonnen
- 1987: Scottish Masters
- 1988: Toyota Cup

Europese Tour
- 1990: Vinho Verde Atlantic Open, KLM Dutch Open

#### Teams
- Alfred Dunhill Cup: 1990